# S.O.B.
S.O.B. es una película estadounidense de 1981, escrita, producida y dirigida por Blake Edwards. Protagonizada por Julie Andrews, Richard Mulligan y William Holden en los papeles principales.
El título tiene su origen en un epíteto nada cariñoso que dirigió William Holden a unos productores. Los llamó sons of a bitch (hijos de puta), y es una sátira sobre la sociedad y la industria cinematográfica de Hollywood.

## Argumento
Felix Farmer (Richard Mulligan) es un exitoso productor y director de  cine en Hollywood, que tiene su primer fracaso profesional, que lo lleva al borde de la locura. Después de pasar por un período de autodestrucción, decide recuperar su prestigio a través de rehacer su fracasado film. Para ello propone filmar una nueva versión, esta vez en un musical con tono semi erótico, donde su esposa Sally Miles (Julie Andrews) deberá mostrarse semidesnuda en una escena. Sally es una prestigiosa actriz de películas musicales y de tono familiar, lo que provoca una conmoción entre los productores. La escena se filma, pero provoca nuevamente una crisis emocional en Felix, que le lleva al suicidio. La última crisis de su vida la sufren sus amigos Tim Culley (William Holden), Ben Coogan (Robert Webber) y el dr. Finegarten (Robert Preston) que deberán cumplir con la voluntad de Felix de tener un funeral en el mar.

## Premios
- Pese a lo dura que es la película con la industria, fue recompensada con una nominación a los Globo de Oro en la categoría de Mejor musical o comedia.
- Robert Preston ganó el premio de crítica, el NSFC (National Society of Film Critics).
- El guion de Edwars fue nominado en los premios WGA como Mejor guion original.
- Por otro lado, en un sentido completamente opuesto, la película también estuvo nominada en los premios Razzie en dos categorías: Peor dirección (Blake Edwards) y peor guion (Blake Edwards).

## Comentarios
En España, queriendo borrar la intención original, la película fue subtitulada S.O.B. Sois hOnrados Bandidos (con falta de ortografía incluida). En otros países hispanohablantes, también se cambió el título y  se tradujo como Sois hOnrados Bandidos o Sois muy hOnrados Bandidos, según los países. En los casos de Argentina y Colombia, se tradujo como Se acabó el mundo, donde el vínculo con la connotación del título original ha desaparecido por completo. Por su parte esta película fue titulada en Perú como S.O.B.: Se acabó el mundo y, en Venezuela, como La gran profesión.
El título original era, sin duda, más apropiado, pues en él queda patente el desengaño que Edwards sentía por los ejecutivos de la productora Paramount por la intervención y hostilidad demostrada hacia su película Darling Lili, protagonizada por su esposa Julie Andrews.